# Kivu

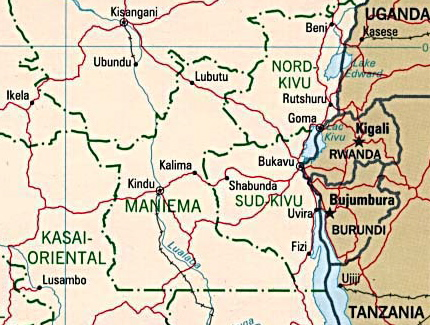
Kaart van de drie provincies

Kivu was in de periode 1966-1988 een provincie in de Democratische Republiek Congo, het gebied grenst aan het Kivumeer. De provincie was opgedeeld in drie districten: Noord-Kivu (Nord-Kivu), Zuid-Kivu (Sud-Kivu) en Maniema, die gezamenlijk ongeveer 250.000 km² omvatten. De hoofdstad van de oude provincie was Bukavu en de regionale bestuurlijke centra bevonden zich in Goma, Uvira en Kindu.
In 1988 is de provincie Kivu opgedeeld in drie nieuwe provincies die samenvallen met de drie districten van de oude provincie.
De benaming Kivu blijft echter in gebruik voor de regio (Frans: Region). De inwoners worden Kivutiërs (Frans: Kivutien) genoemd.
De naam wordt ook gebruikt voor de hele regio rond het Kivumeer met inbegrip van de gebieden in Rwanda die het grootste deel van de bevolking omvatten (de buursteden Goma in Congo en Gisenyi in Rwanda vormen het grootste stedelijke gebied in de Kivuregio, met een gezamenlijk bevolkingsaantal van bijna een miljoen). Het gebied wordt gekarakteriseerd door weelderige begroeiing en een lang groeiseizoen, deels vanwege haar grote hoogte, die op 1500 meter ligt aan de oever van het meer en deels vanwege de vruchtbare vulkanische bodem. De Kivuregio vormt het hoogste punt van de Oost-Afrikaanse Riftvallei.
Het meer zelf bevat een enorme hoeveelheid CO2 in haar diepten en er bestaat enige vrees dat tektonische opheffing ('riften') en/of vulkanische activiteit kunnen zorgen voor het plotseling vrijkomen van deze CO2. Dit zou dan zorgen voor een grote sterfte onder het leven rond het meer, waaronder de mens. De mogelijkheid dat dit ooit zal gebeuren is echter onderhevig aan discussie.

## Geschiedenis
In de 19e eeuw werd de regio Kivu doorgaans Maniema genoemd. Koning Leopold II voerde er de Oorlog tegen de Arabo-Swahili. De naam "Kivu" gaat in ieder geval terug tot 1914, toen de koloniale overheid Belgisch-Congo onderverdeelde in 22 districten. In 1935 werden de districten gegroepeerd onder 6 provincies, die elk naar hun hoofdstad werden vernoemd. De voorloper van Kivu was de provincie Costermansville (naar de gelijknamige stad, nu Bukavu). Deze werd in 1947 hernoemd tot "provincie Kivu". Deze provincie was opgedeeld in drie districten: Noord-Kivu, Zuid-Kivu en Maniema, welke in 1988 drie nieuwe provincies zijn geworden. Deze provincies vallen buiten de bestuurlijke herindeling die in de constitutie van 2005 is voorzien.
Tussen 1996 en 2005 werd er tijdens de Congolese Burgeroorlog gevochten in de regio door de rebellen van de Rassemblement Congolais pour la Démocratie, Mai-Mai-milities en troepen uit Rwanda en Burundi.